# Oripää
Oripää is een gemeente in de Finse provincie West-Finland en in de Finse regio Varsinais-Suomi. De gemeente heeft een landoppervlakte van 117,75 km² en telt 1.317 inwoners (2022).
De Aura ontspringt in deze gemeente.

## Geboren in Oripää
- Harri Holkeri (1937-2011), politicus

## Galerij

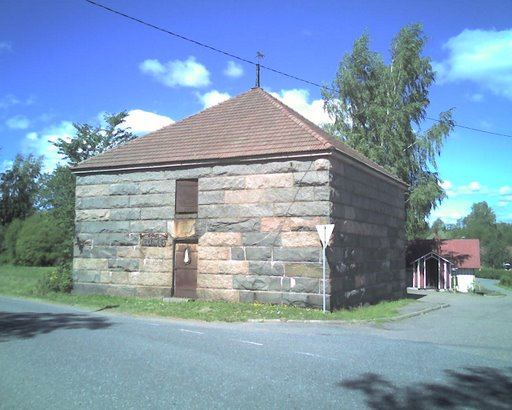
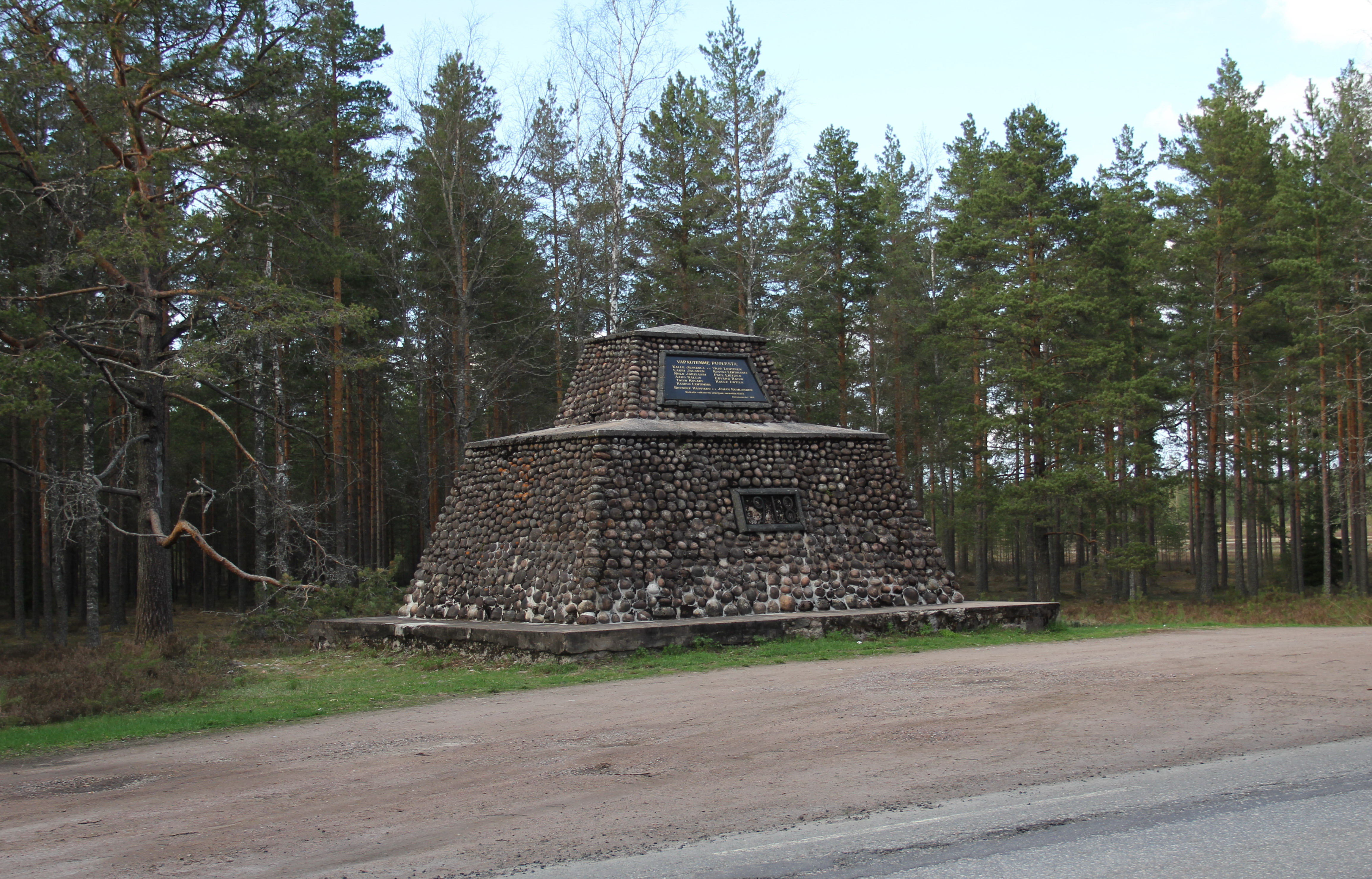
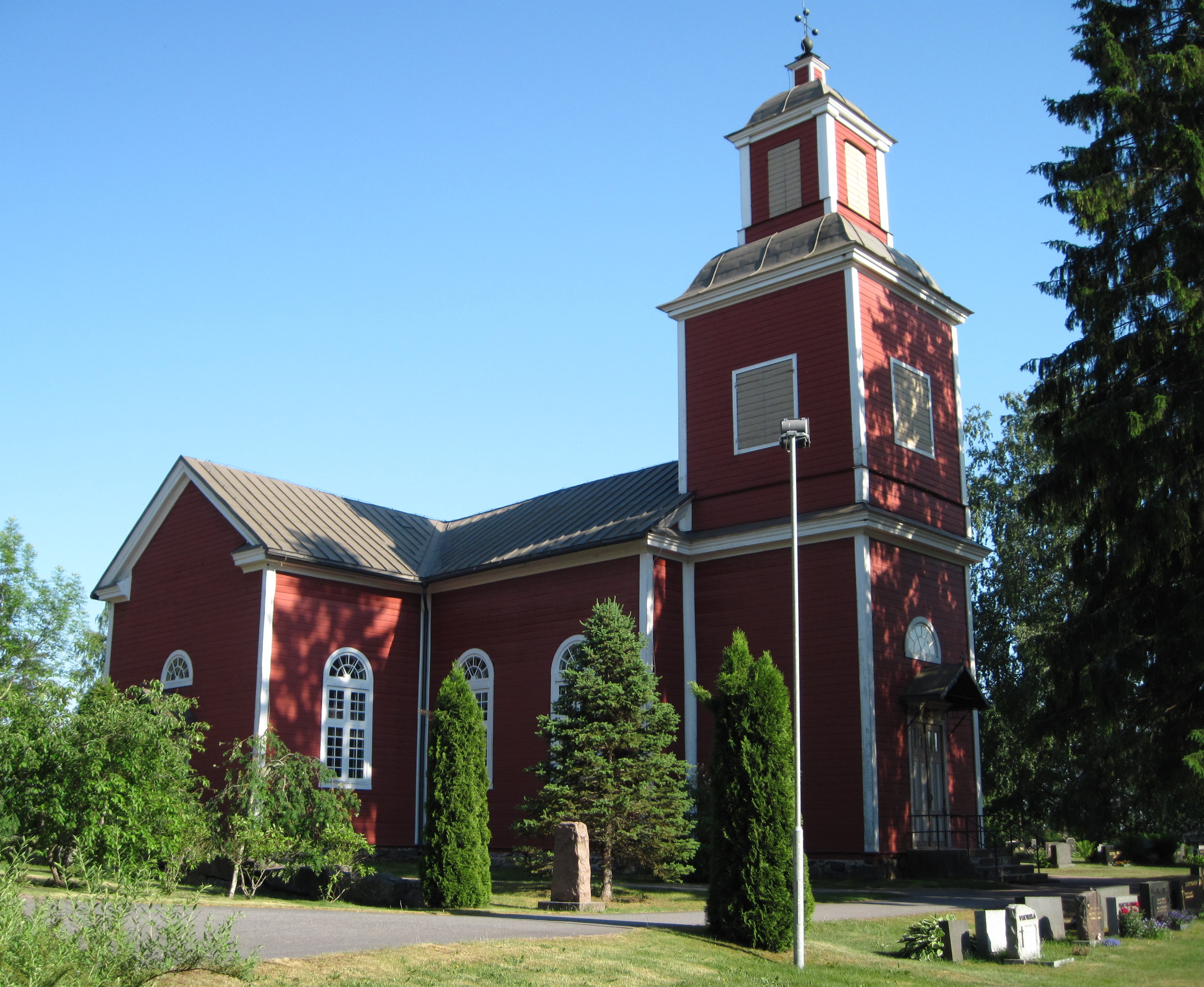